# حسین بادامکی
غلامحسین بادامکی (زادهٔ ۲۲ شهریور ۱۳۶۰ در مشهد) بازیکن سابق و مربی فوتبال اهل ایران است. 
وی در حال حاضر در سمت سرپرست معاونت ورزشی باشگاه پرسپولیس فعالیت می کند.
وی سابقهٔ بازی در تیم‌های ابومسلم، پرسپولیس، ملوان بندر انزلی، پدیده مشهد، صبای قم و مشکی پوشان را در کارنامهٔ خود دارد. 
حسین بادامکی در تاریخ ۱۴ آبان ۱۳۹۸ به سمت سرپرست هیئت فوتبال مشهد منصوب شد.

## دوران باشگاهی
او فوتبالش را از تیم دهداری مشهد آغاز کرده و سپس به تیم ابومسلم خراسان پیوست. بعد از درخشش در این تیم توسط آری هان سرمربی وقت تیم پرسپولیس به این تیم پایتخت‌نشین پیوست. وی بعد از حضور در تیم پرسپولیس به تیم پدیده مشهد پیوست و در لیگ پانزدهم کاپیتان این تیم بود. با این‌که او هنوز با پدیده مشهد قرارداد داشت اما در آغاز فصل جدید لیگ برتر قرارداد خود را فسخ کرد و به تیم سیاه‌جامگان از سقوط نجات یافته پیوست. او اکنون معاون 
باشگاه پرسپولیس (باشگاه فوتبال) است 

### آمار
آخرین به روز رسانی ۱ تیر ۱۳۹۱
| باشگاهی | باشگاهی  | باشگاهی               | لیگ  | لیگ                           | جام      | جام      | قاره | قاره | مجموع | مجموع |
| فصل     | باشگاه   | لیگ                   | بازی | گل                            | بازی     | گل       | بازی | گل‌   | بازی  | گل‌    |
| ایران   | ایران    | ایران                 | لیگ  | لیگ                           | جام حذفی | جام حذفی | آسیا | آسیا | مجموع | مجموع |
| ------- | -------- | --------------------- | ---- | ----------------------------- | -------- | -------- | ---- | ---- | ----- | ----- |
| ۸۰–۸۱   | ابومسلم  | لیگ برتر فوتبال ایران |      | ۱                             |          |          | -    | -    |       |       |
| ۸۱–۸۲   | ابومسلم  | لیگ برتر فوتبال ایران | ۱۸   | ۲                             |          |          | -    | -    |       |       |
| ۸۲–۸۳   | ابومسلم  | لیگ برتر فوتبال ایران | ۲۲   | ۱                             |          |          | -    | -    |       |       |
| ۸۳–۸۴   | ابومسلم  | لیگ برتر فوتبال ایران | ۲۹   | ۲                             |          |          | -    | -    |       |       |
| ۸۴–۸۵   | ابومسلم  | لیگ برتر فوتبال ایران | ۲۸   | ۱۰                            |          |          | -    | -    |       |       |
| ۸۵–۸۶   | پرسپولیس | لیگ برتر فوتبال ایران | ۲۸   | ۵                             | ۴        | ۰        | -    | -    | ۳۲    | ۵     |
| ۸۶–۸۷   | پرسپولیس | لیگ برتر فوتبال ایران | ۲۹   | ۳                             | ۳        | ۱        | -    | -    | ۳۲    | ۴     |
| ۸۷–۸۸   | پرسپولیس | لیگ برتر فوتبال ایران | ۱۴   | ۱                             | ۰        | ۰        | ۱    | ۰    | ۱۵    | ۱     |
| ۸۸–۸۹   | پرسپولیس | لیگ برتر فوتبال ایران | ۲۵   | ۰                             | ۶        | ۰        | -    | -    | ۳۱    | ۰     |
| ۸۹–۹۰   | پرسپولیس | لیگ برتر فوتبال ایران | ۲۴   | ۴                             | ۶        | ۰        | ۴    | ۱    | ۳۴    | ۵     |
| ۹۰–۹۱   | پرسپولیس | لیگ برتر فوتبال ایران | ۳۱   | ۱                             | ۳        | ۰        | ۷    | ۲    | ۴۱    | ۳     |
| مجموع   | ایران    | ایران                 | ۲۴۷  | ۳۰\|\|\|\|\|\|۱۱\|\|۳\|\|\|\| |          |          |      |      |       |       |
| کل دوره | کل دوره  | کل دوره               | ۲۴۷  | ۳۰\|\|\|\|\|\|۱۱\|\|۳\|\|\|\| |          |          |      |      |       |       |

- پاس گل

| فصل   | تیم      | پاس گل |
| ----- | -------- | ------ |
| ۸۴–۸۵ | ابومسلم  | ۴      |
| ۸۵–۸۶ | پرسپولیس | ۳      |
| ۸۶–۸۷ | پرسپولیس | ۵      |
| ۸۷–۸۸ | پرسپولیس | ۰      |
| ۸۸–۸۹ | پرسپولیس | ۱      |
| ۸۹–۹۰ | پرسپولیس | ۴      |
| ۹۰–۹۱ | پرسپولیس | ۴      |

## دوران ملی
در ژوئیه ۲۰۰۶، او یکی از ۴۰ بازیکنی بود که برای جام ملت‌های آسیا ۲۰۰۷ به تیم ملی ایران دعوت شده بودند.
در ۱۵ نوامبر ۲۰۰۶، او اولین بازی خود را برای ایران در برابر کره جنوبی انجام داد و در آن بازی اولین گل ملی خود را به ثمر رساند. بادامکی در ترکیب ایران در میان برندگان مسابقات فوتبال غرب آسیا ۲۰۰۷ بود.
وی در ژوئن ۲۰۱۱ نیز توسط کارلوس کی‌روش به تیم ملی دعوت شد.

### گل‌های ملی
| # | تاریخ          | مکان                         | حریف      | گل  | نتیجه | رقابت                        |
| - | -------------- | ---------------------------- | --------- | --- | ----- | ---------------------------- |
| ۱ | ۱۵ نوامبر ۲۰۰۶ | ورزشگاه آزادی تهران، تهران   | کرهٔ جنوبی | ۲–۰ | ۲–۰   | مقدماتی جام ملت‌های آسیا ۲۰۰۷ |
| ۲ | ۲۴ ژوئن ۲۰۰۷   | ورزشگاه بین‌المللی امان، امان | عراق      | ۱–۰ | ۳–۱   | مسابقات فوتبال غرب آسیا ۲۰۰۷ |

## افتخارات
- لیگ برتر فوتبال ایران
  - قهرمان: ۱
    - ۰۸/۲۰۰۷ با پرسپولیس
- مقام سوم:۱
  - ۰۷/۲۰۰۶ با پرسپولیس
- جام حذفی فوتبال ایران
  - قهرمان: ۲
    - ۱۰/۲۰۰۹ با پرسپولیس
    - ۱۱/۲۰۱۰ با پرسپولیس

  - نایب قهرمان: ۲
    - ۰۶/۲۰۰۵ با ابومسلم
    - ۰۷/۲۰۰۶ با پرسپولیس